# 达豪屠杀

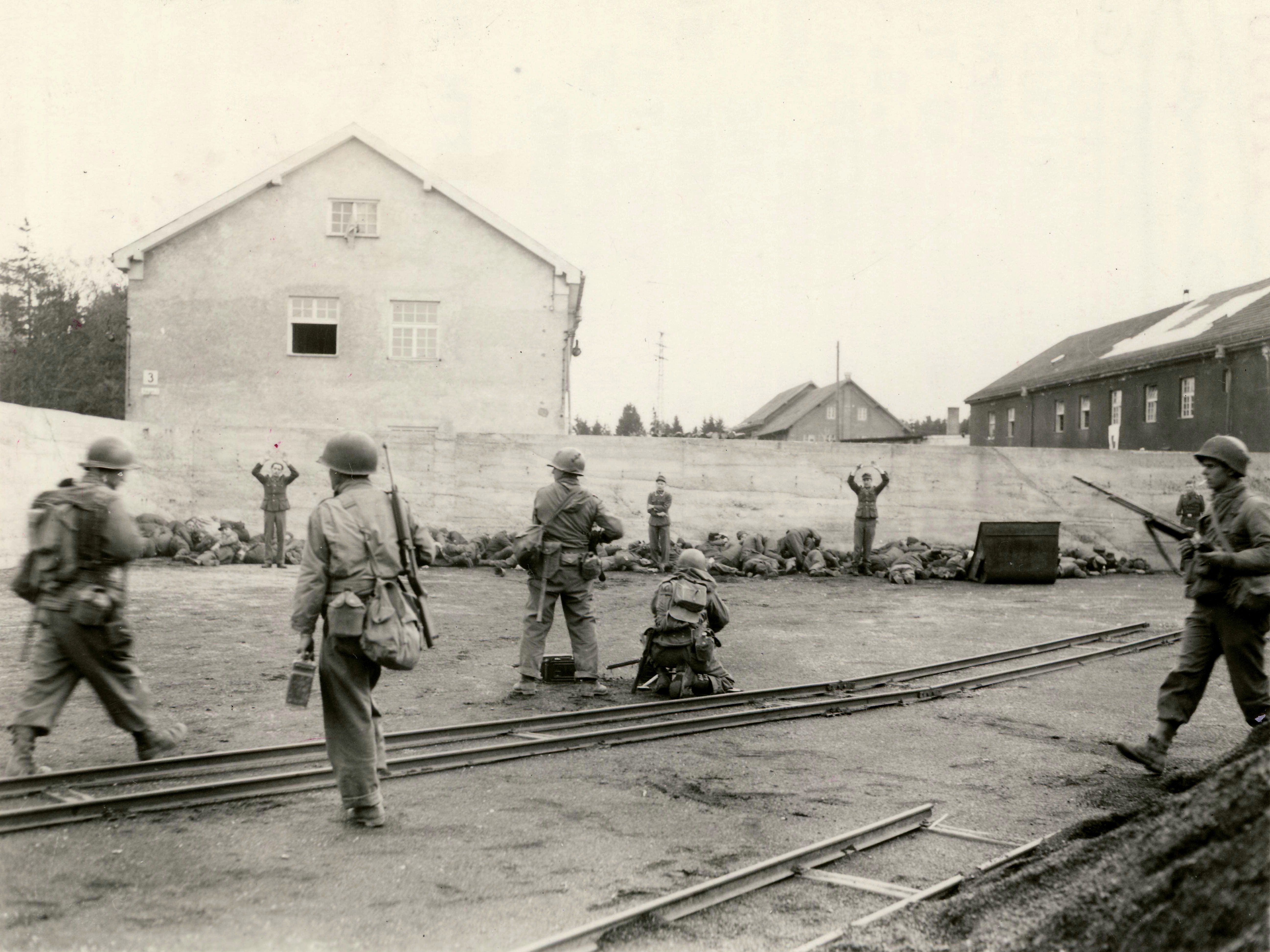
美军士兵在达豪集中营的煤场处决党卫军及集中营看守

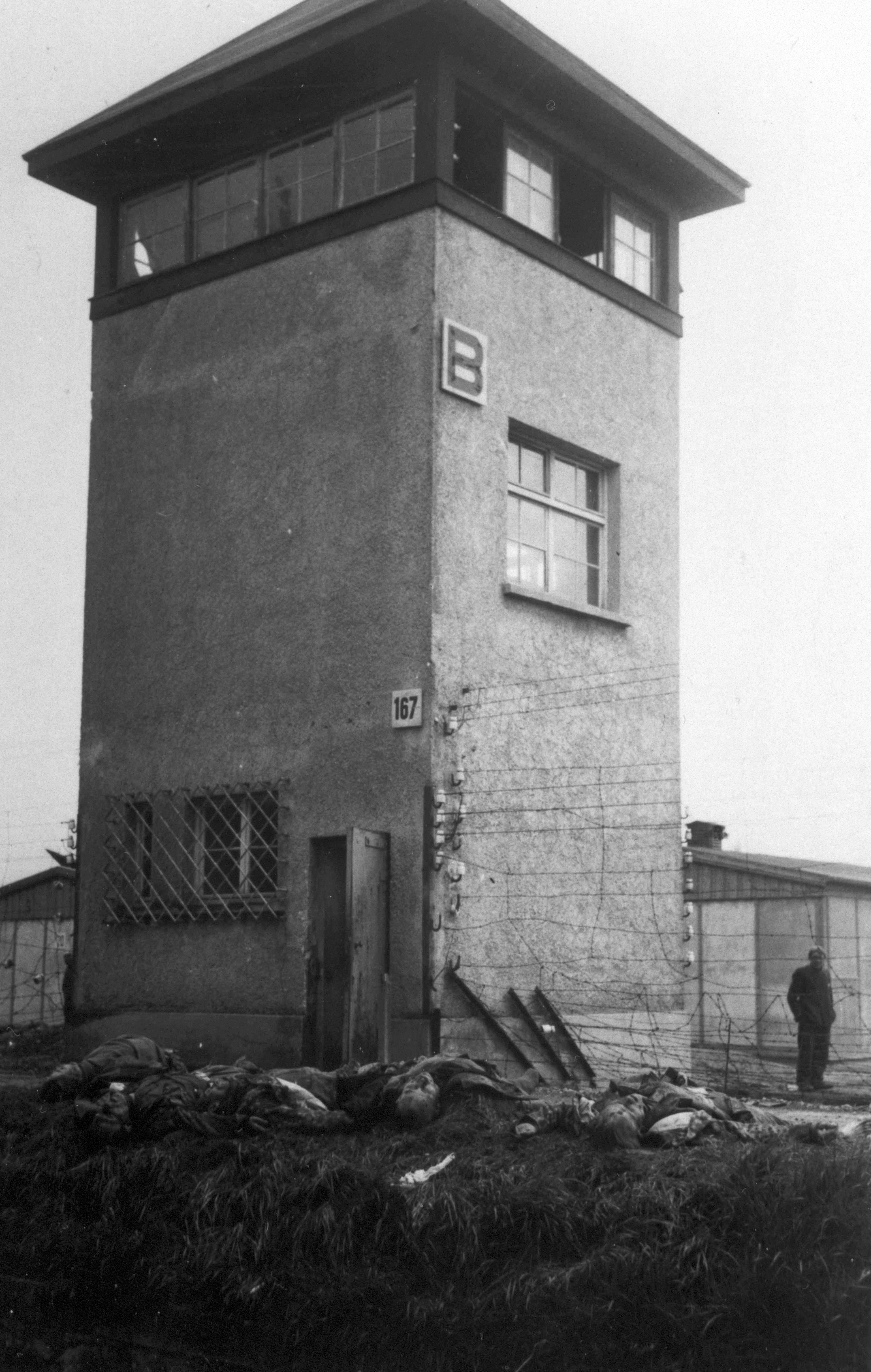
6名达豪集中营看守的尸体

达豪大屠杀发生于第二次世界大战末期的1945年4月29日，美国陆军第七軍團第45步兵師在达豪集中营对已经投降的納粹德國党卫队成员和集中营看守进行了未经审讯的枪决，被处决者的数量有指多达100人左右，美国方面称死亡30人左右。第七軍團随后组织軍事法庭调查事件，但是调查法庭在巴顿将军的命令下解散。

## 相關影視作品
- 隔離島
- 解放者：歐陸決戰500天（英语：The Liberator (miniseries)）